# Фудзівара но Фуюцуґу
Фудзівара но Фуюцуґу (775 — 30 серпня 826) — середньовічний японський державний діяч, історик, меценат і поет періоду Хейан. Сприяв подальшому посиленню Північних Фудзівара.

## Життєпис
Походив з аристократичного роду Північних Фудзівара (Хокке), гілки клану Фудзівара. Другий син Фудзівара но Утімаро, Правого міністра, і Кудара но Нагацугу. Народився у 775 році. Здобув гарну освіту в школі чиновників (дайкаку). У 790-х роках розпочав кар'єру в Внутрішній палацових гвардіях, отримавши молодший, потім старший шостий ранг.
У 801 році призначено дайханзі (старшим суддею). 802 року послідовно призначається молодшим і старшим офіцером Лівої Внутрішньої палацової гвардії. 806 року надано молодший п'ятий ранг. Того ж року увійшов до Управління палацу спадкоємця трону. 809 року стає дзідзю (на кшталт камергера). Невдовзі стає усьобеном (другим помічником Правого головного ревізора), на честь сходження на трон імператора Саґи отримує старший п'ятий ранг, а потім нижчу ступінь молодшого четвертого рангу. Згодом — чин старшого офіцера Лівої Внутрішньої палацової гвардії (са-коноефу). Того ж року також отримує посаду другого помічника голови Бюро імператорських службовців (отонері-рьо). Наприкінці року Фудзівара но Фуюцуґу призначено першим помічником очільника Центрального міністерства.
Зі сходженням на трон імператора Саґа стає його довіреною особою, швидко рухаючись державними щаблями. Того ж року призначається старшим командиром Лівої Внутрішньої палацової гвардії. 810 року брав активну участь у придушені спроби екс-імператора Хейдзея повернутися на трон. Протягом 810 року обіймав посади кокусі провінцій Біттю і Мімасаки, куродо-но-то (головного камергера), старшого помічника (сікібу-но-таю) міністра церемоніальних справ. Також отримав вищу ступінь молодшого четвертого рангу. 811 року Фуюцуґу надано посаду асоційованого державного радника, завдяки чому увійшов до Вищої державної ради (дайдзьокану). Згодом призначається головою Лівої Зовнішньої палацової гвардії (са-емонфу). 812 року через смерть батька на деякий час відійшов від справ, але того ж року призначено очільником Лівої Внутрішньої палацової гвардії. 814 року отримав молодший третій ранг.
815 року був активним учасником підготовки генеалогічної збірки «Сінсен сьодзіроку». У 816 році стає послідовно кокусі провінції Омі, тимчасовим середнім державним радником, адзеті (імператорським інспектором) провінції Муцу. 817 року призначено постійним середнім державним радником. Вже 818 року отримав старший третій ранг і посаду старшого державного радника.
821 року Фудзівара но Фуюцуґу призначено Правим міністром. На цій посаді очолив роботу з укладання збірки церемоній «Дайрісікі». У 822—823 роках отримує молодший, потім старший другий ранг. 825 року обійняв посаду Лівого міністра (перший після 783 року). Втім не зумів розвинути свій успіх, раптово померши 826 року. Посаду Лівого міністра перейняв Фудзівара но Оцугу з Церемонійних Фудзівара, з якими Північні Фудзівара розпочали боротьба за вплив.

## Творчість
Відомий своїм меценатством, допомагав поетам і історикам, буддистським храмам і монастирям. Готував до видання державної хроніки «Ніхон кокі» («Нові нариси про Японію»), що вийшла 840 року (справу завершив Фудзівара но Оцугу). 813 року заснував Нанендо (Південну Восьмикутну Залу), що є храмом в монастирі Кофукудзі і став з часом частиною паломництва по 33 храмам Західної Японії. У 817 році поклав початок читань «Лотосової сутри» в храмі Кофукудзі в пам'ять про його батька. Також заснував школу кангаку-ін для синів аристократичних родин.
Складав вірші у стилі кансі і вака. Його вірші-кансі розміщено у збірках «Рьйоун-сю» («Поетична збірка, народжена в хмарах» 812—814 років), «Бунка Сюрей-сю» («Збірка культурних шедеврів» 818 року), «Кейкоку-сю» («Вірші, зібрані для упорядкування держави» 827 року), 4 вірші у стилі вака — в антології «Госен вака-сю». Фудзівара но Фуюцуґу був укладачем «Бунка Сюрей-сю»
Водночас став засновником традиції підігрівати саке, що увійшло в традицію японських аристократів з жовтня по лютий вживати підігріте саке.
Заснував традицію передачу набору посуду, вкритого червоним лаком, на п'яти тацях, з 27 предметів. що стала обов'язковою приналежністю церемонії передачі влади новому очільникові роду Північних Фудзівара.

## Родина
1. Дружина — Міцуко, донька Фудзівара но Міцукурі (з роду Південних Фудзівара)
Діти:
- Фудзівара но Наґара (802—856)
- Фудзівара но Йосіфуса (804—872)
- Фудзівара но Йосімі (811—867)
- Нобуко (809—871), наложниця імператора Німмьо

2. Дружина — донька Кудара-но Конікісі но Дзінтей
Діти:
- Фудзівара но Йосіката

3. Дружина — донька Абе но Огаса
Діти:
- Фудзівара но Йосісуке
- Фудзівара но Йосікадо, засновник гілки Кандзюдзі

4. Дружина — жонька Сімада Мурасаку
Діти:
- Фудзівара но Йосіхіто (819—860)

5. Дружина — донька принца Оніва
Діти:
- Фудзівара но Йосійо (823—900)

6. Дружина — невідома
Діти:
- Фуруко, наложниця імператора Монтоку